# Leptophis cupreus
Leptophis cupreus – gatunek rzadkiego, słabo jadowitego węża z rodziny połozowatych (Colubridae). Występuje na sporych obszarach północno-zachodniej i zachodniej Ameryki Południowej. Prowadzi dzienny, głównie naziemny tryb życia.

## Systematyka
Takson ten po raz pierwszy zgodnie z zasadami nazewnictwa binominalnego opisał w 1868 roku amerykański przyrodnik Edward Drinker Cope na łamach „Proceedings of the Academy of Natural Sciences of Philadelphia”. Autor nadał wężowi nazwę Thrasops cupreus. Jako miejsce typowe autor podał „Napo and Maranon” [doliny rzek Napo i Marañon]. Holotyp, pierwotnie oznaczony jako USNM 6666, a obecnie jako ANSP 5202, to prawdopodobnie młoda samica o długości całkowitej 518 mm, zebrana przez Jamesa Ortona pod koniec 1867 roku. Nie wyróżnia się podgatunków.

### Etymologia
- Leptophis: gr. λεπτός leptos „smukły”; ὄφις ophis, dop. ὄφεως opheōs „wąż”[7].
- cupreus – łac. cupreus – „miedziany”[2].

## Morfologia
Jest to średniej wielkości wąż o krótkiej głowie, która jest niewiele szersza od szyi, o dużych wyłupiastych oczach, złoto-szarych tęczówkach. Głowa jest miedziano-zielonkawa z czarnym niewielkim paskiem ocznym rozciągającym się od pyska poprzez oko do początku żuchwy. Grzbiet ma jednolity miedziany odcień ze słabymi, ukośnymi zielonymi paskami i niebieską lub czarną skórą międzyłuskową. Ogon długi. Brzuch jaśniejszy. Może być mylony z Oxybelis transandinus i Oxybelis inkaterra.
Wymiary:
|                          | Samiec   | Samica   |
| Długość całkowita (mm)   | 1326     | 1219     |
| Długość SVL (mm)         | 831      | 739      |
| Długość TL (mm)          | 495      | 480      |
| Łuski grzbietowe (rzędy) | 15/15/11 | 15/15/11 |
| Tarczki brzuszne         | 133–160  | 130–171  |
| Tarczki podogonowe       | 131–146  | 123–161  |

## Występowanie
Leptophis cupreus to szeroko rozpowszechniony wąż, który występuje na wyżynach Wenezueli, w regionie Chocó w Kolumbii i Ekwadorze oraz w dorzeczu Amazonki w Ekwadorze, Kolumbii i Peru. W Ekwadorze gatunek ten odnotowano w zachodnich podnóżach Andów w prowincjach Pichincha, El Oro i Azuay, Esmeraldas oraz na nizinach i wschodnich podnóżach Pastaza, Morona Santiago, Orellana i Zamora Chinchipe, na wysokości 10–1265 m n.p.m.

## Ekologia i zachowanie
Gatunek prowadzi dzienny naziemny tryb życia. Występuje w starych lasach deszczowych, lasach galeriowych, pastwiskach z rozproszonymi drzewami, plantacjach i ogrodach. Żeruje w ciągu dnia na poziomie gruntu lub na niskiej roślinności (do wysokości około 1,4 m nad poziomem ziemi) ściółce, gołej ziemi lub skałach. Dieta tego gatunku nie jest dokładnie znana, wiadomo, że oparta jest głównie na bezogonowych.

## Status
W Czerwonej księdze gatunków zagrożonych IUCN Leptophis cupreus jest klasyfikowany jako gatunek najmniejszej troski (LC, ang. Least Concern). A. Arteaga uzasadnia takie przyporządkowanie tym, że gatunek ten jest dosyć szeroko rozpowszechniony, nie ma bezpośrednich zagrożeń jego wyginięciem, a niewielka ilość obserwacji spowodowana jest ostrożnością i trudno dostępnym habitatem. Liczebność i trend populacji nie jest określony.